# اورازان
اورازان روستایی واقع در بخش بالا طالقان، شهرستان طالقان در استان البرز ایران است.
جلال آل احمد نویسندهٔ مشهور ایرانی، کتابی به نام اورازان در وصف روستای پدری خویش نوشته است که در آن به شرایط جغرافیایی، آداب و رسوم، زبان تاتی و سایر مشخصات مردمان این روستا و شهرستان طالقان اشاره کرده است.
 مردم اورازان به زبان تاتی سخن می‌گویند.
آرامگاه دو تن از نوادگان امام محمد باقر(ع) به نام های سید علاءالدین و سید اشرف الدین در این روستا قرار دارد. این دو تن که در محل به "معصوم زاده" معروفند، جد بزرگ اکثر سادات اورازانی می‌باشند.